# Lodewijk Willem Ernst Rauwenhoff

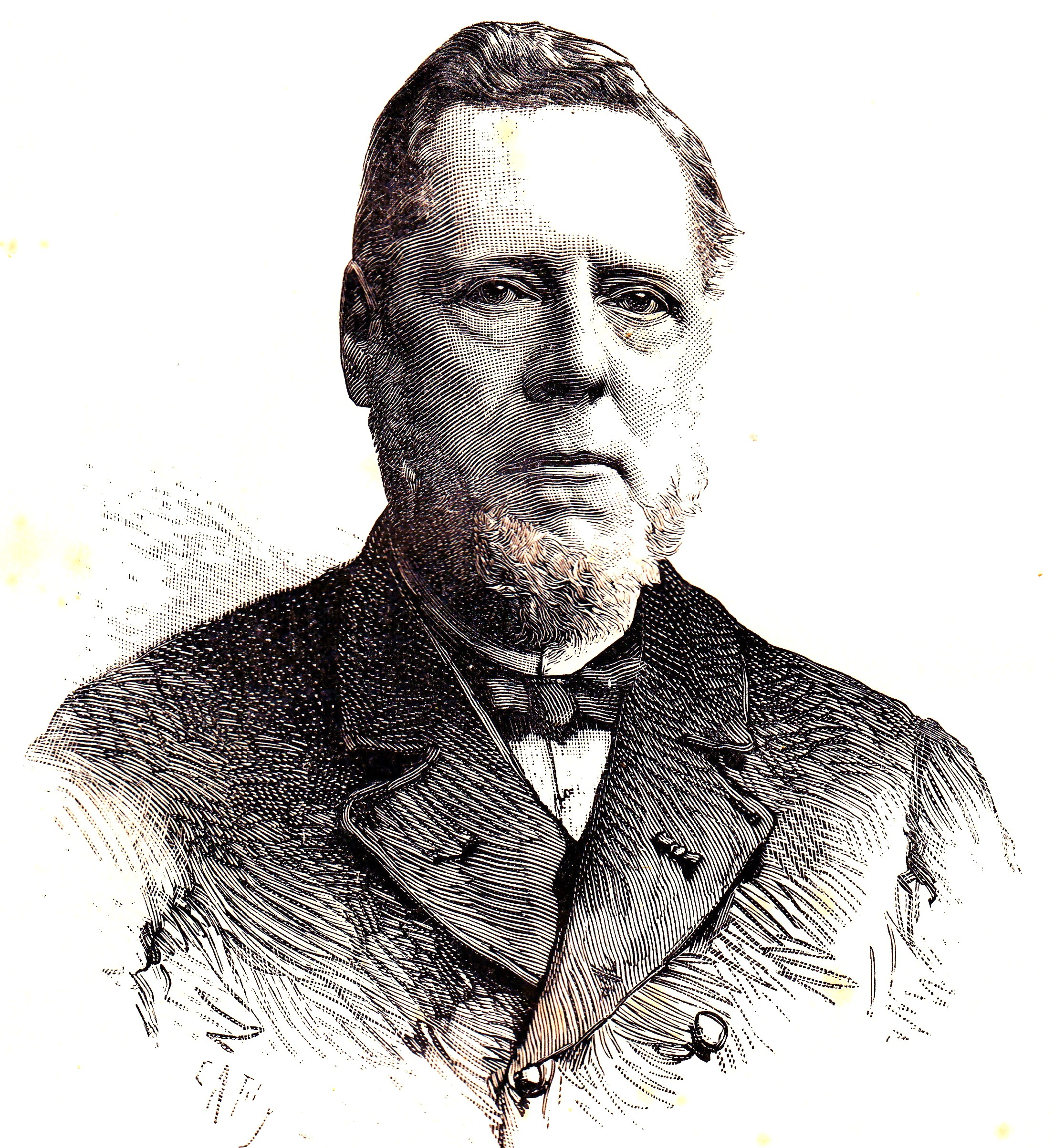
Lodewijk Willem Ernst Rauwenhoff.

Lodewijk Willem Ernst Rauwenhoff, född den 27 juli 1828 i Amsterdam, död den 26 juni 1889 i  Meran, var en nederländsk religionsfilosof och kyrkohistoriker
Rauwenhoff, som var professor i Leiden, grundar liksom Kant religionsfilosofin på pliktmedvetandet. Detta måste förutsätta en värld, i vilken plikten kan förverkligas. Så snart man tror på en sådan moralisk världsordning, har man religion, även om man inte nått fram till tron på en personlig Gud. Naturvetenskapen bestyrker religionens sanning genom att ådagalägga ändamålsbegreppets oumbärlighet äfven för naturförklaringen. Rauwenhoffs huvudarbete är De wijsbegeerte van den godsdienst (1887; tysk översättning med titeln "Religionsphilosophie", 1889; 2:a upplagan 1894).